# Joel Cox
Pour les articles homonymes, voir Cox.
Joel Cox est un monteur américain, né le 12 avril 1942  à Los Angeles (Californie).
C'est en particulier le monteur attitré de Clint Eastwood. Il reconnaît devoir beaucoup à Ferris Webster (qui travailla également pour Clint Eastwood) et Walter Thompson.

## Filmographie
- 1975 : Adieu ma jolie (Farewell, My Lovely) de Dick Richards
- 1976 : L'inspecteur ne renonce jamais (The Enforcer) de James Fargo
- 1977 : L'Épreuve de force (The Gauntlet) de Clint Eastwood
- 1978 : Doux, Dur et Dingue (Every Which Way But Loose) de James Fargo
- 1980 : Bronco Billy de Clint Eastwood
- 1981 : La Vallée de la mort (Death Valley) de Dick Richards
- 1982 : Honkytonk Man de Clint Eastwood
- 1983 : Le Retour de l'inspecteur Harry (Sudden Impact)
- 1984 : La Corde raide (Tightrope) de Richard Tuggle
- 1985 : Pale Rider, le cavalier solitaire (Pale Rider) de Clint Eastwood
- 1986 : Ratboy de Sondra Locke
- 1986 : Le Maître de guerre (Heartbreak Ridge) de Clint Eastwood
- 1988 : Bird de Clint Eastwood
- 1989 : Pink Cadillac de Buddy Van Horn
- 1990 : Chasseur blanc, cœur noir (White Hunter Black Heart) de Clint Eastwood
- 1990 : La Relève (The Rookie) de Clint Eastwood
- 1992 : Impitoyable (Unforgiven) de Clint Eastwood
- 1993 : Un monde parfait (A Perfect World) de Clint Eastwood
- 1995 : Sur la route de Madison (The Bridges of Madison County) de Clint Eastwood
- 1995 : Les Aventuriers de l'or noir (The Stars Fell on Henrietta) de James Keach
- 1997 : Eastwood After Hours: Live at Carnegie Hall (TV)
- 1997 : Les Pleins Pouvoirs (Absolute Power) de Clint Eastwood
- 1997 : Minuit dans le jardin du bien et du mal (Midnight in the Garden of Good and Evil) de Clint Eastwood
- 1999 : Jugé coupable (True Crime) de Clint Eastwood
- 2000 : Space Cowboys de Clint Eastwood
- 2002 : Créance de sang (Blood Work) de Clint Eastwood
- 2003 : Mystic River de Clint Eastwood
- 2004 : Million Dollar Baby de Clint Eastwood
- 2006 : Lettres d'Iwo Jima (Iōjima kara no tegami) de Clint Eastwood
- 2008 : L'Échange (Changeling) de Clint Eastwood
- 2009 : Invictus de Clint Eastwood
- 2010 : Au-delà (Hereafter) de Clint Eastwood
- 2011 : J. Edgar de Clint Eastwood
- 2012 : Une nouvelle chance (Trouble with the Curve) de Robert Lorenz
- 2013 : Prisoners de Denis Villeneuve
- 2014 : Jersey Boys de Clint Eastwood (avec Gary D. Roach)
- 2015 : American Sniper de Clint Eastwood (avec Gary D. Roach)
- 2016 : All Eyez on Me de Benny Boom
- 2018 : Criminal Squad (Den of Thieves) de Christian Gudegast
- 2018 : La Mule de Clint Eastwood
- 2019 : Le Cas Richard Jewell (Richard Jewell) de Clint Eastwood
- 2021 : Cry Macho de Clint Eastwood (avec David Cox)

## Récompenses et Nominations

### Récompenses
- 1993 : Oscar du meilleur montage pour Impitoyable
- 1993 : Eddie du meilleur montage pour Impitoyable

### Nominations
- 2004 : Nomination au Golden Satellite du meilleur montage pour Mystic River
- 2004 : Nomination à l'Eddie du meilleur montage d'un film dramatique pour Mystic River
- 2005 : Nomination à l'Eddie du meilleur montage d'un film dramatique pour Million Dollar Baby
- 2005 : Nomination à l'Oscar du meilleur montage pour Million Dollar Baby